# Château de Cougousse
Le château de Cougousse est un château situé à Cougousse, commune de Salles-la-Source, en France.

## Description
Le château de Cougousse appartient au 14e siècle à une famille de notables ruthénois parmi les plus en vue au Moyen Âge et aux temps modernes, les Vigouroux, alors marchands. Aux mains de la famille d'Escarilhan à une période comprise entre le 14e et la fin du 16e siècle, le château passe par le mariage d'Isabeau d'Escarilhan avec François de Patris en 1587, dans la famille de ce dernier qui, au 16e siècle, jouit d'une place de choix dans la notabilité ruthénoise. L'édifice par son architecture et son décor indiquerait une construction du deuxième quart du 16e siècle dont témoigne particulièrement la cheminée de la salle du rez-de-chaussée. Sur la façade principale, les fenêtres ont vraisemblablement été agrandies au 17e siècle.
Edifice connu de l'historiographie locale et des institutions patrimoniales, le château de Cougousse présente des points d'intérêts architecturaux et ornementaux qui, au-delà de la façade ouest au caractère ostentatoire et à l'allure pouvant paraître presque exotique, au cœur du vallon de Marcillac, le font bien appartenir à l'architecture de villégiature qui s'épanouit dans ce Vallon autour du 16e siècle.
Pauline de Flaugergues, poétesse française née à Rodez, y passe son enfance.

## Localisation
Le château est situé dans le village de Cougousse sur la commune de Salles-la-Source, dans le département français de l'Aveyron.

## Historique
L'édifice est inscrit au titre des monuments historiques en 1993.